# Bathylaimus chesapeakensis
Bathylaimus chesapeakensis är en rundmaskart som beskrevs av Timm 1972. Bathylaimus chesapeakensis ingår i släktet Bathylaimus och familjen Tripyloididae. Inga underarter finns listade i Catalogue of Life.